# Summer Ends
Summer Ends - limitowana 7-calowa płyta gramofonowa z zapisem paru utworów wykonanych na żywo przez Tony'ego Wakeforda. Wydany w 1994 (zob. 1994 w muzyce) przez francuską wytwórnię Adiaphora.

## Spis utworów
1. Summer Ends
2. Media
3. Somewhere in Europe
4. A Ship is Burning